# Szczyty-Las
Szczyty-Las – wieś w Polsce, w województwie łódzkim, w powiecie pajęczańskim, w gminie Działoszyn.
Do 2023 miejscowość była częścią wsi Szczyty.
Nazwę miejscowości z Pod Lasem na Szczyty-Las zmieniono 1.01.2021 r.
W latach 1975–1998 Szczyty-Las administracyjnie należał do województwa sieradzkiego.